# Marianne McAndrew
Marianne McAndrew (ur. 11 listopada 1942) — amerykańska aktorka filmowa i telewizyjna.

## Filmografia
seriale
- 1968: Hawaii 5-0 jako Joyce Bennett / Julie Grant
- 1972: Ulice San Francisco jako Lori
- 1984: Napisała: Morderstwo jako Sunny Finch
- 1988: Murphy Brown jako Barbara / Mary Van Husen

film
- 1969: Hello, Dolly! jako Irene Molloy
- 1974: Ludzie-Nietoperze jako Cathy Beck
- 2000: Grunt to rodzinka - Gdy gasły światła na planie jako Doris Williams

## Nagrody i nominacje
Za rolę Irene Molloy w filmie Hello, Dolly! została dwukrotnie nominowana do nagrody Złotego Globu.